# Milicz
Milicz est une ville polonaise, située dans la voïvodie de Basse-Silésie. C'est le chef-lieu du powiat de Milicz et le siège de la gmina du même nom.

## Géographie
La ville se situe dans le nord de la région historique de Basse-Silésie, sur la rivière Barycz, à environ 50 km au nord de la capitale régionale Wrocław. 

## Histoire
La place forte de Miliche est mentionnée dans une bulle du pape Innocent II, délivrée en 1136, confirmant la propriété du diocèse de Wrocław. Une église paroissiale y est documentée depuis 1223. À ce temps, les environs faisaient partie du duché de Silésie, à proximité des limites de la Grande-Pologne au nord, et Milicz fut le siège d'un castellan au service de la maison Piast. En 1245, le hameau est élevé au rang de ville. 
En 1358, les évêques de Wrocław ont vendu leur propriété aux ducs silésiens d'Oleśnica (Œls), vassaux des rois de Bohême. Le duc Conrad Ier d'Oleśnica y fit construire une forteresse dont les ruines se dressent dans le parc du château. Après que, en 1492, la ligne des ducs s'éteignit, leurs territoires par le droit de déshérence reviennent à la couronne de Bohême. Milicz a obtenu le statut d'une seigneurie autonome qui a survécu durant plusieurs siècles. La colonisation germanique progressera simultanément, notamment par des paysans originaires de Souabe. La région de Milicz, avec de nombreux petits étangs, étiait connue partout pour sa tradition de la carpiculture.

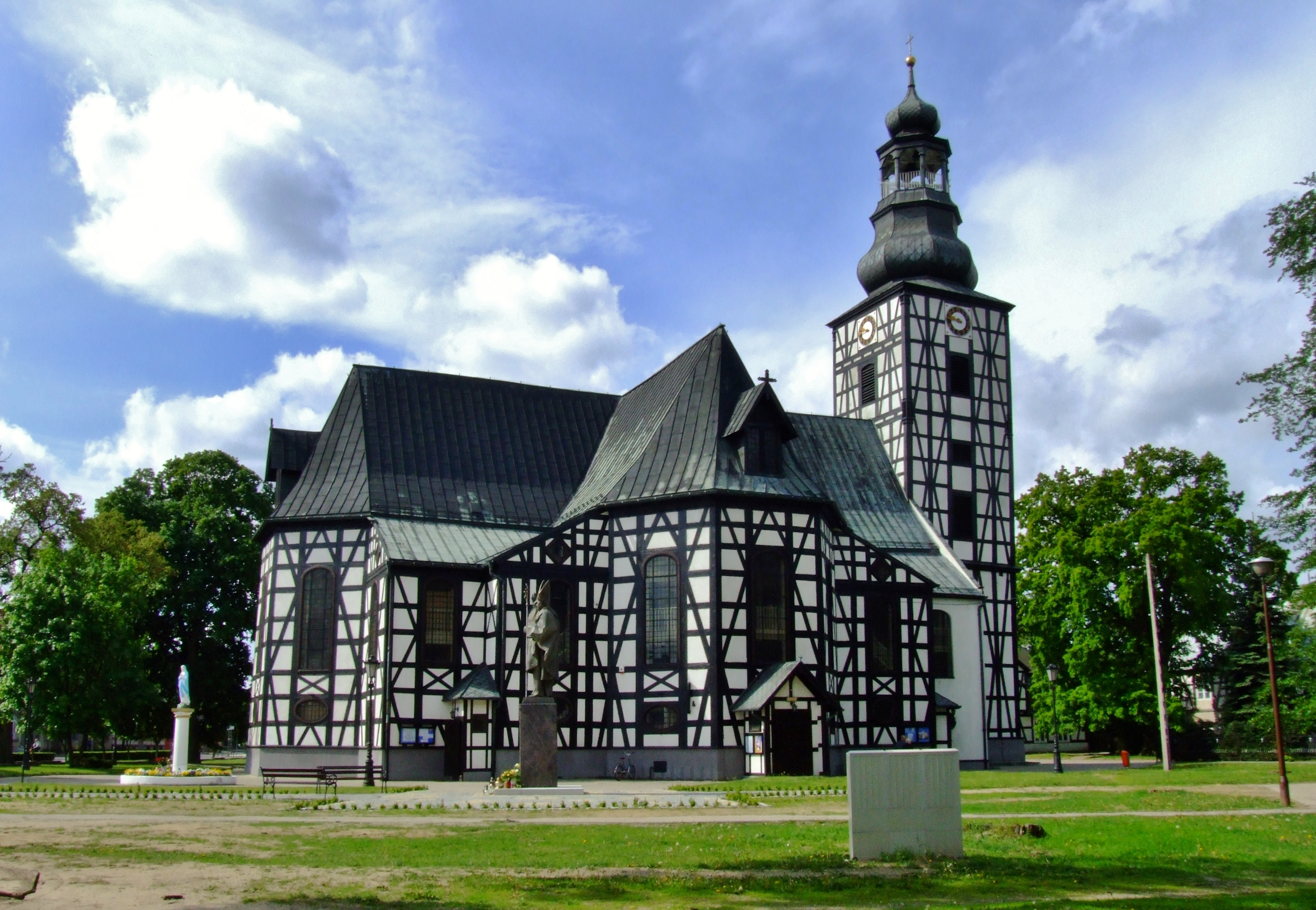
Ancienne église protestante.

En 1591, l'héritière de la seigneurie, Eva Popelia Kurzbach née comtesse de Lobkowicz, a cédé Militsch à son mari, Joachim de Maltzahn. La lignée des Maltzahn a conservé les biens jusqu'à la fin de la Seconde Guerre mondiale. Une église protestante a été construite de 1709 à 1714. Après la première guerre de Silésie, par le traité de Breslau conclu en 1742, la plupart de la Silésie est annexée par le royaume de Prusse. De 1797 à 1799, Joachim Carl von Maltzan, ministre prussien, fit construire un nouveau château néo-classique entouré d`un grand jardin à l'anglaise.
À la suite du congrès de Vienne, en 1815, la ville est incorporée dans le district de Breslau au sein de la Silésie prussienne. Vers la fin de la Seconde Guerre mondiale, en janvier 1945, l'Armée rouge conquiert Militsch et le château a été pillé ; la ville fut rattachée à la république de Pologne et la population germanophone restante était expulsée.

## Jumelages
La ville de Milicz est jumelée avec :
- Lohr am Main (Allemagne) depuis 2001 ;
- Kobouleti (Géorgie).

## Personnalités
- Maria von Maltzan (1909-1997), biologiste, vétérinaire et résistante allemande au nazisme ;
- Horst Bartnig (né en 1936), peintre.